# トゥイフォン県
トゥイフォン県（トゥイフォンけん、ベトナム語：Huyện Tuy Phong / 縣綏豐?）は、ベトナム社会主義共和国ビントゥアン省の県。面積は795km²、人口は141,331人（2015年）である。

## 行政区画
2市鎮9社から構成される。